# Gerard Hordijk

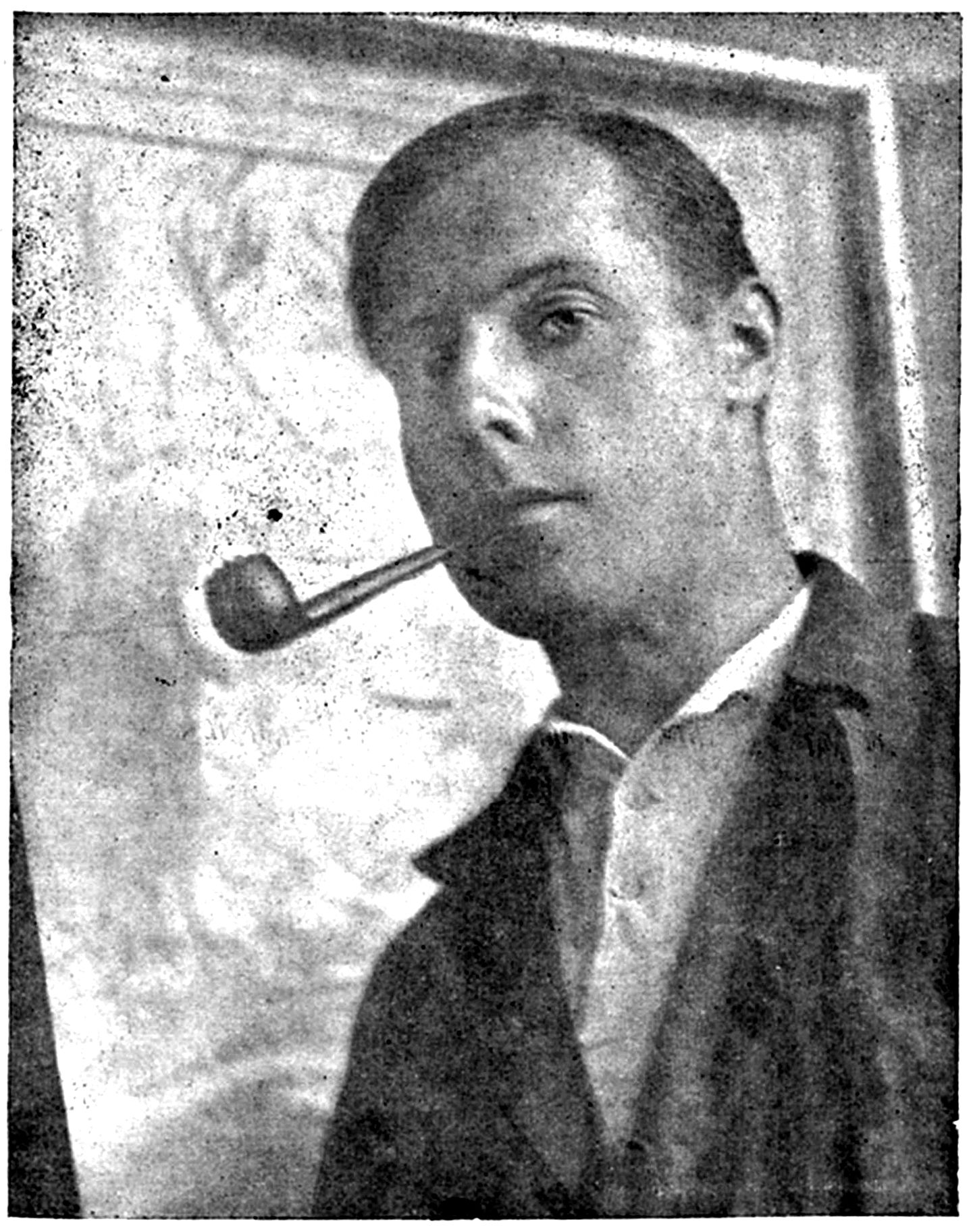
Gerard Hordijk, ontwerper der dekors, 1937

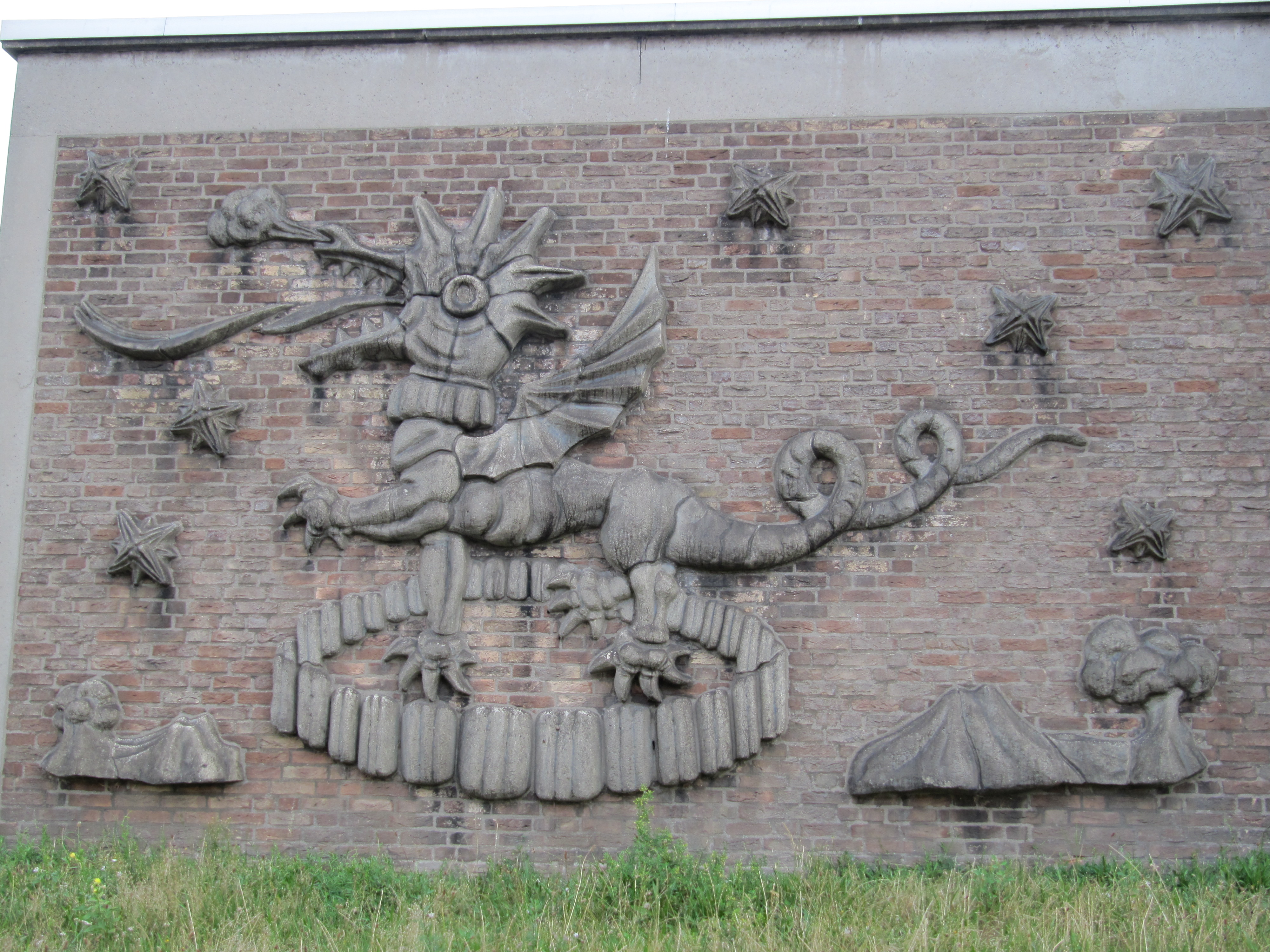
Reliëf Vuurspuwende Draak in Amersfoort

Gerardus Hordijk (Den Haag, 12 september 1899 - Amsterdam, 15 oktober 1958) was een Nederlands graficus, illustrator, monumentaal kunstenaar (decorschilder), wandschilder en schilder.

## Biografische schets
De onderstaande tekst is voor een groot deel overgenomen uit de monografie die kunsthandelaar Marcel Gieling schreef in zijn boek 'Gerad Hordijk Een kleurrijk schilder', gepubliceerd in 2009.  
Gerard Hordijk wordt geboren als zoon van de officier Hubertus Salomon Hordijk, die in 1903 hoofdcommissaris van Amsterdam zal worden. Gerard Hordijk studeert bouwkunde in Delft, maar studeert gelijktijdig aan de Academie van Beeldende Kunsten te Den Haag, waar hij les krijgt van onder anderen Willem van Konijnenburg.
Beide studies sluit hij succesvol af.
Al in 1925 koopt Piet Boendermaker werk van hem, Jos Croin, Charles Eyck, Raoul Hynckes, Otto van Rees en Toon Kelder, allen Frans georiënteerde schilders.

### Parijs 1927-1935
In 1927 gaat hij naar Parijs, waar hij in het complex aan Rue du Départ 26 gaat wonen, waar ook Mondriaan woont. In 1927 maakt hij een portret van Mondriaan; dit olieverfportret is sinds 1971 in het bezit van het Gemeentemuseum Den Haag. In zijn eerste jaren in Parijs maakt hij veel olieverven, gouaches en aquarellen van onder andere circus en ballet. Hij is erg gecharmeerd van het werk van Henri Matisse en Raoul Dufy. Die bewondering wordt hem door de kunstcritici weleens verweten. Maar Hordijk ontwikkelt in Parijs zijn eigen stijl. Zijn vroege werken zijn donker met veel okers; zijn latere werk bereikt een simpliciteit en sereniteit waaruit zijn grote liefde voor het leven en voor het vak blijkt. Hij schildert veel strandscènes met badende vrouwen, kermissen, theater, dans en circus. Hij heeft in deze periode meer succes dan Mondriaan. In 1929 leert Hordijk zijn echtgenote kennen, de Amerikaanse Margaret Mathews. Zij heeft welgestelde ouders en is in Frankrijk om de Franse taal te leren. Zij treden op 1 oktober 1930 in Parijs in het huwelijk. Het echtpaar betrekt een modern appartement in Montrouge, een voorstadje van Parijs. Daar wordt op 8 september 1931 hun eerste kind geboren, John Gerard.

### Amsterdam 1935-1940

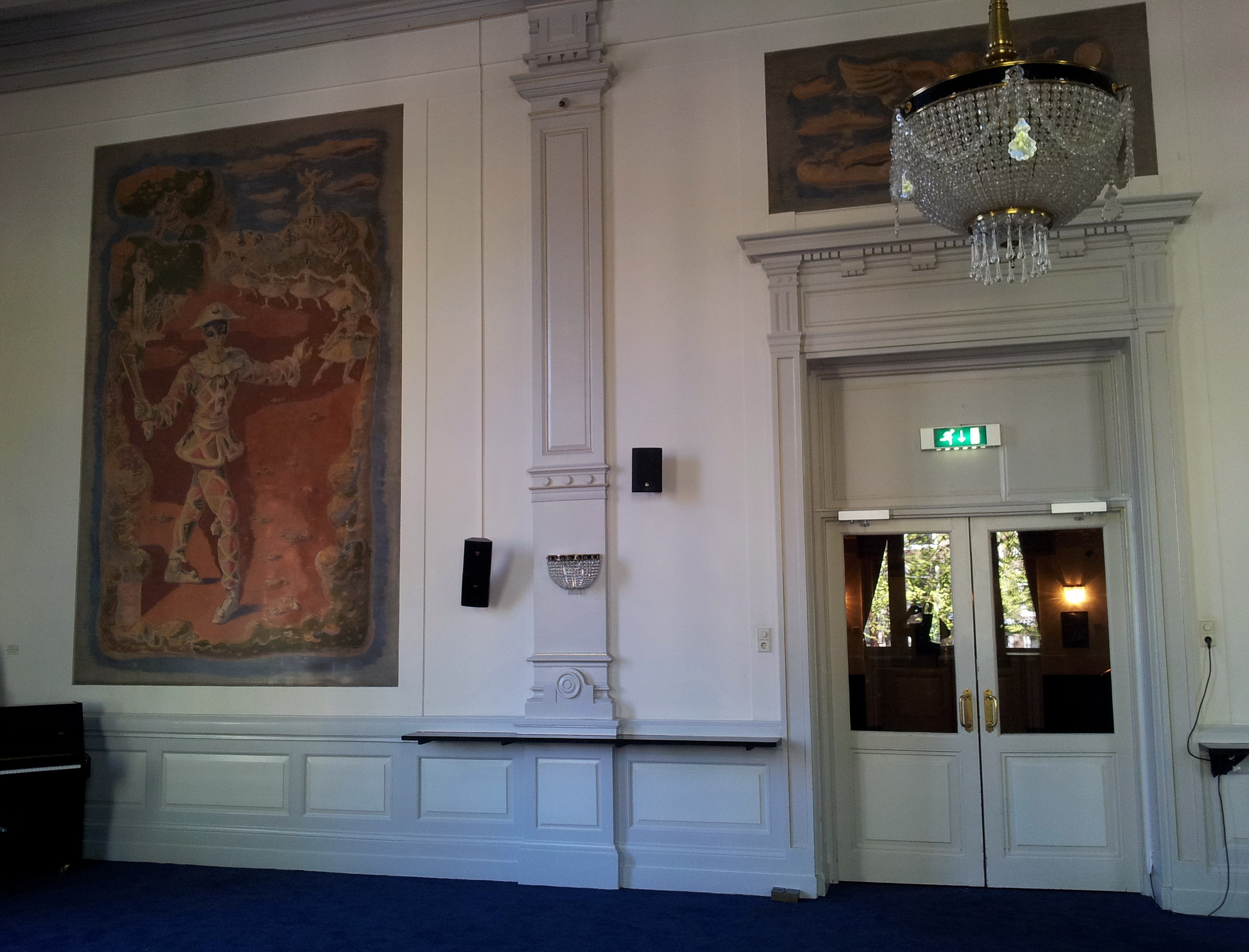
Muurschilderingen in Pleinfoyer, Stadsschouwburg Amsterdam (1939)

In 1935 verruilt Hordijk Parijs voor Amsterdam, maar eerst maakt hij met Margaret en John Gerard een reis naar New York. De hoogzwangere Margaret bevalt op 17 juni 1935 in New York van een dochter, Marian. Hordijk heeft tijdens dit verblijf een eerste solotentoonstelling, in de Contemporary Arts Gallery.
Na terugkeer in Amsterdam betrekt het gezin een atelierwoning aan de Zomerdijkstraat, op nummer 22. In Amsterdam heeft Hordijk een druk leven. Hij exposeert vaak en verkoopt goed en dat betekent dat hij hard moet werken om zijn exposities gevuld te houden. Daarnaast ontwerpt hij theaterdecors en kostuums voor diverse belangrijke toneelstukken, onder andere Vondels 'Lucifer' in 1935, in 1937 'Liluli' en voor de opera 'Le donne curiose' in 1938. In 1936 versterkt Hordijk de redactie van het tijdschrift 'Kroniek van hedendaagsche Kunst en Kultuur' (KKK). Hordijk sluit vriendschap met Ir. M.H. Damme, president-directeur van Werkspoor. Hij bezorgt Hordijk talloze opdrachten van Werkspoor, maar ook van andere bedrijven. Damme bekleedt commissariaten bij diverse Nederlandse bedrijven en draagt Hordijk voor als er opdrachten te vergeven zijn. In 1939 krijgt Hordijk van de gemeente Amsterdam twee belangrijke opdrachten: muurschilderingen in de Stadsschouwburg en het Concertgebouw. Beide schilderingen worden in de eerste maanden van 1940 opgeleverd. Ze zijn nog altijd te bewonderen. De oorlogsdreiging in Europa neemt toe en Margaret dringt er bij Hordijk op aan om naar New York te vertrekken. In maart 1940 vertrekken zij met de MS Zaandam naar New York.

### New York 1940-1948
Net als Mondriaan verhuist Hordijk in 1940 naar New York; in zijn Parijse periode heeft Hordijk de ij in zijn naam veranderd in een y (zoals Mondriaan de tweede a laat vallen). Die 'naamsverandering' komt hem in Amerika goed van pas. 'Hordyk' is in New York zeer actief: hij exposeert veel en krijgt veel opdrachten. De vriendschapsbanden met Piet Mondriaan worden weer aangehaald. De twee schilders ontmoeten elkaar regelmatig en houden elkaar door middel van kleine briefjes op de hoogte van hun doen en laten. Hordijk organiseert in New York met regelmaat groepsexposities, waaraan veel naar New York uitgeweken, Europese kunstenaars belangeloos deelnemen. Met de opbrengsten uit de verkoop van schilderijen steunen zij kunstenaars in Europa die tekorten aan schildermaterialen. Hordyk krijgt opdracht voor vier grote wandschilderingen in het ontvangstgebouw van de Verenigde Naties. Hij maakt er naam mee. Hij wordt in 1943 uitgenodigd voor een solo-expositie in de toen al beroemde galerie Wildenstein, die voor de nazi's van Parijs naar New York is verhuisd. Hij illustreert een boek dat geschreven is door Dola de Jong, 'The Picture Story of Holland'; het verschijnt in 1946 en is een bestseller in Amerika.
In 1943 komt zijn dochtertje op achtjarige leeftijd tijdens een zeiltocht over de Hudson om het leven en in het voorjaar van 1944 overlijdt zijn goede vriend Piet Mondriaan. Met zijn huwelijk gaat het in de jaren hierna bergafwaarts. In 1947 wordt de echtscheiding uitgesproken en Hordijk keert in 1948 alleen terug naar Amsterdam. Zijn vrouw en zoon, inmiddels Amerikaans staatsburger, blijven in Amerika. Margaret overlijdt onverwacht in 1953 in New York.

### Amsterdam 1948-1958
Nadat Hordijk uit New York is teruggekeerd in Amsterdam betrekt hij een atelierwoning aan de Kromme Waal, op nr. 17. Hier blijft hij tot zijn dood in 1958 wonen. Hoewel de belangstelling voor figuratieve kunst sterk is afgenomen, zit Hordijk beslist niet zonder werk. Voor Werkspoor maakt hij in 1949 een grote sgraffito in de directiekamer. Maar hij is ook actief als kostuum- en decorontwerper voor het Holland Festival. In 1949 ontwerpt hij kleding en kostuums voor de opera Manon en in 1950 voor de opera Oberon. Hordijk wordt lid van de Hollandse Aquarellistenkring, die is opgericht door Otto de Kat en Kees Verwey om tegenwicht te bieden aan de abstracte en experimentele schilders die op dat moment furore maken. Naast veel werk in opdracht blijft Hordijk ook vrij werk maken en exposeren. In 1953 vertrekt een grote Nederlandse handelsdelegatie o.l.v. Prins Bernhard naar Argentinië. Een van de meereizende handelspartners is ing. M.H. Damme, president-directeur van Werkspoor. Hij sluit een megacontract af voor het leveren van treinstellen aan de Argentijnse spoorwegen. Onderdeel van het contract is de levering van twee presidentiële wagons, voor president Juan Peron en diens vrouw Evita. Hordijk krijgt de opdracht om deze luxe wagons te decoreren. 
Voor Werkspoor maakt hij diverse wandschilderingen in het nieuwe ontspanningslokaal (later theater, onder andere van Werkteater) aan de Oostenburgergracht in Amsterdam, ontworpen door Marius Duintjer in 1952 (rijksmonument): in de foyer een muze 'Recreatio' met bazuin, die bij wijze van logo door de personeelsvereniging van Werkspoor wordt gebruikt.
Opdrachten blijven komen; zo wordt Hordijk illustrator voor het destijds populaire kindertijdschrift Kris Kras en wordt hij redactielid van Kroniek van Hedendaagsche Kunst en Kultuur. Hij wordt ook lid van de VbMK. Verder krijgt hij opdrachten van de Koninklijke Jaarbeurs in Utrecht en van diverse ministeries om muurschilderingen te maken in verschillende rijksgebouwen. Als Hordijk in 1958 begint aan een opdracht voor een muurschildering in het Scheldegebouw in Vlissingen wordt hij ernstig ziek: er wordt keelkanker geconstateerd. Nog geen reden om te stoppen met werken, want hij accepteert nog een opdracht van de PUEM voor een gevelplastiek voor een schakelgebouw in Amersfoort. Hij zou de oplevering niet meer meemaken: op 15 oktober 1958 overlijdt Gerard Hordijk in Amsterdam.
In 1959 wordt een herdenkingstentoonstelling gehouden met de titel 'Een bekende onbekende' in museum Fodor aan de Keizersgracht in Amsterdam. De tentoonstelling wordt geopend door Willem Sandberg.

## Nalatenschap
In 2006 ontdekte de Utrechtse kunsthandelaar Marcel Gieling in een leegstaande villa in Armonk, 60 kilometer boven Manhattan, de vrijwel complete nalatenschap van Hordijk. Het betreft honderden schilderijen en aquarellen, maar ook brieven van Piet Mondriaan, die later geschonken zijn aan museum Het Mondriaanhuis in Amersfoort, en aan Jan Wiegers, Frits Klein, Adriaan Lubbers en Germ de Jong.
Op 1 december 2008 is de monografie 'Gerard Hordijk, een kleurrijk schilder' bij uitgeverij Optima, Vianen (ISBN 978 90 76940 52 6) verschenen. Hierin reconstrueert Marcel Gieling aan de hand van Hordijks archief en andere bronnen het dynamische leven van Hordijk, die na de Tweede Wereldoorlog in de vergetelheid raakte. In 2017 is Marcel Gieling gastconservator bij Museum Flehite in Amersfoort. Hij is betrokken bij de samenstelling en inrichting van de overzichtstentoonstelling. Gieling is de auteur van de tentoonstellingscatalogus met de titel 'Gerard Hordijk. Buurman en vriend van Piet Mondriaan'. In dit boek beschrijft Gieling de levenslange vriendschap tussen Hordijk en Mondriaan, die eindigde met de dood van Mondriaan in 1944. 

## Oeuvre
Een keuze uit Hordijks werk:
- 1930: Paardenrace
- 1935: Stilleven met koffiepot (olieverf), Aan het strand (gouache)
- 1938: Olijfbomen in Menton (olieverf), geëxposeerd in 1959 in Museum Fodor
- 1939: Paardendressuur, Fun in Central Park
- 1940: Muurschildering 'Muzen met paard' in het Concertgebouw in Amsterdam.
- 1948: De Dierenriem, een grote, ovalen, tweelaagse (rood en wit) plafondsgraffito (4,5 x 8m) voor de directiekamer van Werkspoor in Amsterdam.
- 1950: Gezicht op Centraal Station
- 1952: Glazen herinneringsschaal, in reliëf gegoten, i.o.v. NS

Werk van Hordijk hangt in Museum De Wieger in Deurne, het Gemeentemuseum Den Haag, het Museum Arnhem, Het Spoorwegmuseum in Utrecht, het Theater Instituut Nederland, het Springfield Museum in Springfield (Massachusetts, USA) en in de Phillips Memorial Gallery (Washington D.C., USA) en is te vinden bij Kunsthandel Marcel Gieling in Utrecht.